# Manuela López García
Manuela López García (Cacabelos, 1910 - 2005) fue una maestra y poetisa berciana. Autora de una obra poética reconocida de más de 1500 poemas y nombrada hija predilecta de Cacabelos en el 2003. Da nombre a un premio Internacional de Poesía que se celebra en su localidad natal.

## Biografía
Nace en Cacabelos, municipio y localidad de la comarca de El Bierzo, en la provincia de León. Tras pasar su infancia y juventud en esta localidad, se traslada a León y posteriormente a Madrid para iniciar sus estudios en Magisterio. A raíz de su etapa en Madrid tendrá la posibilidad de conocer los principios metodológicos y didácticos más progresistas del momento. Esto será gracias a su estancia en la residencia "María de Maetzu" (nombre tomado de la pedagoga María de Maetzu) muy ligada a la Institución Libre de Enseñanza. 
El inicio de la Guerra Civil Española le impide finalizar su carrera, por lo que tras su comienzo regresa a Cacabelos. Una vez allí se casa en abril de 1936 con José Nuñez, estudiante de Medicina e hijo de un reputado médico en la localidad muy vinculado a la izquierda republicana. Su matrimonio durará poco, pues su marido será fusilado en León seis meses más tarde, cuando Manuela estaba embarazada de cinco meses de José, su primer hijo. Este acontecimiento marcará profundamente la vida de la autora y estará presente en gran parte de su obra poética.
Transcurridos catorce años se casará con Enrique López, con quien tendrá un segundo hijo llamado Enrique. A sus sesenta y siete años, en 1977, publicará su primer poemario Cauce para un latido al que seguirán otros muchos como Caminos de soledad en 1982, Caminito de papel en 1987, Tiempo de entrega en 1989, o Intimidades en 1993, siendo Entre brumas su última obra ya en 2003.
En toda esta obra poética, profunda y extensa, da rienda suelta a sus sentimientos desarrollados a lo largo de su vida en torno a la soledad entre otros temas. Gran parte de su obra poética la escribió en Astorga, ciudad en la que residió tras su jubilación como maestra y la muerte de su segundo marido. Su docencia la realizó principalmente entre tierras bercianas y gallegas, volviendo a vivir los últimos años de su vida en Cacabelos.
En 2003 fue homenajeada en su tierra natal y nombrada hija predilecta de la misma. Durante ese mismo homenaje, a sus noventa y tres años, se anunció la creación de un  premio internacional de poesía que lleva su nombre. Dos años más tarde, en el 2005 fallece en Cacabelos.

## Obras
- Cauce para un latido (1977)
- Caminos de soledad (1982)
- Caminito de papel (1987)
- Tiempo de entrega (1989)
- Arena y viento (1989)
- Caminando por la ausencia (1989)
- Cuando arde el silencio (1989)
- Cuadernos de poesía femenina (1989)
- Poemas infantiles (1992)
- Intimidades (1993)
- Luces y sombras de un diario. Antología poética 1998 - 2001 (2002)
- Entre brumas (2003)